# 테슬라 (단위)

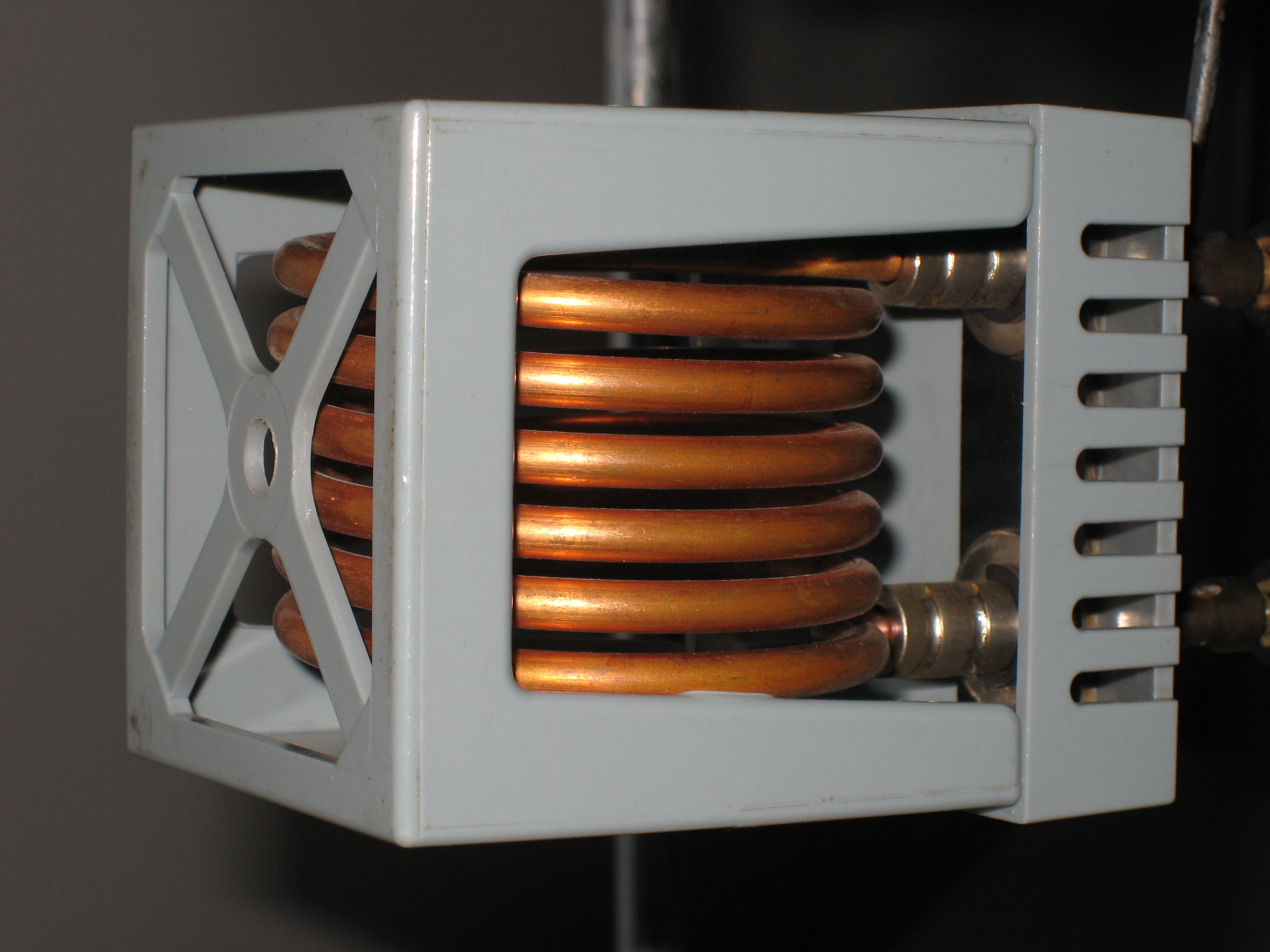

테슬라(Tesla, 기호 T)는 SI 단위 가운데 자속 밀도(자기장)에 관한 유도단위다. 단위 면적당 자속의 수인 자속 밀도를 나타내는 단위로 정의한다. 테슬라는 면적당 웨버로 1960년 정의했다. 발명가이자 과학자이고 전기 공학자인 니콜라 테슬라의 이름을 땄다.

## 참고 문헌
1. ↑  sizes.com - details of SI units